# Fiskerhuset (Stevns)
Fiskerhuset ligger ved Højeruplund ved Stevns Klint, og fungerer som museum for håndarbejde fra egnen. Det lå oprindelig i Højerup, men blev flyttet til kirkekæret ved Højerup gl. Kirke i 1945.
Huset er opført i bindingsværk udfyldt med kridtsten. Limsten har nok i folkemunde været betegnelsen for kridtsten og kalksten.
Der er åbent i sommermånederne, hvor man kan se og købe håndarbejde udført af pensionister fra Stevns.

## Eksterner henvisninge
- Det gamle fiskerhus Arkiveret 12. marts 2007 hos  Wayback Machine

55°16′43.5″N 12°26′43″Ø / 55.278750°N 12.44528°Ø